# Morti nel 1966/Luglio
| Questa pagina contiene informazioni ricavate automaticamente dalle voci biografiche con l'ausilio del template Bio e di un bot. L'aggiornamento è periodico e automatico e ricostruisce completamente la pagina. Se manca una persona in questa lista, sei pregato di non aggiungerla, ma accertati piuttosto che la sua voce biografica contenga il template Bio e che i dati anagrafici siano correttamente compilati. Se il template Bio manca, inseriscilo tu stesso o, in alternativa, metti l'avviso {{tmp\|Bio}} che ne segnala la mancanza. Se i dati riportati sono sbagliati, correggi direttamente la voce biografica; le modifiche saranno visibili in questa lista entro pochi giorni. Per chiarimenti vedi il progetto biografie. La lista contiene solo le 80 persone che sono citate nell'enciclopedia e per le quali è stato implementato correttamente il template Bio. Pagina aggiornata al 3 mar 2024. |

- 1º luglio - William Verner, mezzofondista e siepista statunitense (n. 1883)
- 3 luglio - André Gailhard, compositore francese (n. 1885)
- 3 luglio - Antonio Pecoraro, organista e compositore italiano (n. 1876)
- 3 luglio - Deems Taylor, compositore e critico musicale statunitense (n. 1885)
- 4 luglio - Félix Fernández García, attore e doppiatore spagnolo (n. 1897)
- 4 luglio - Leone Leone, avvocato e politico italiano (n. 1888)
- 5 luglio - John P. Fulton, effettista statunitense (n. 1902)
- 5 luglio - George Charles de Hevesy, chimico ungherese (n. 1885)
- 5 luglio - Anders Moen, ginnasta norvegese (n. 1887)
- 6 luglio - Francesco Bonfiglio, neurologo e psichiatra italiano (n. 1883)
- 6 luglio - Arturo Ciacelli, pittore, scenografo e decoratore italiano (n. 1883)
- 6 luglio - Giovanni Mira, storico e antifascista italiano (n. 1891)
- 7 luglio - Attilio Biseo, aviatore e generale italiano (n. 1901)
- 7 luglio - Carmelita Geraghty, attrice e pittrice statunitense (n. 1901)
- 7 luglio - Scipione Guidi, violinista italiano (n. 1884)
- 7 luglio - Joachim Witthöft, generale tedesco (n. 1887)
- 8 luglio - Horst Fischer, medico, militare e criminale di guerra tedesco (n. 1912)
- 8 luglio - Leopold Heinrich Fugger von Babenhausen, nobile e generale tedesco (n. 1893)
- 9 luglio - Marija Petković, religiosa croata (n. 1892)
- 10 luglio - Malvina Hoffman, scultrice statunitense (n. 1885)
- 11 luglio - Billy Butler, calciatore e allenatore di calcio inglese (n. 1900)
- 11 luglio - Voldemārs Elmūts, cestista lettone (n. 1910)
- 11 luglio - Mario Giordani, chimico italiano (n. 1899)
- 11 luglio - Josephine Joseph, attrice e circense austriaca (n. 1913)
- 11 luglio - Andrew McNaughton, generale, politico e scienziato canadese (n. 1887)
- 11 luglio - Augusto Monti, scrittore e docente italiano (n. 1881)
- 11 luglio - Marcel Piquet, vescovo cattolico e missionario francese (n. 1888)
- 11 luglio - Delmore Schwartz, scrittore statunitense (n. 1913)
- 11 luglio - Ludwig Fréderic Teichfuss, progettista italiano (n. 1884)
- 12 luglio - Vera Franceschi, pianista statunitense (n. 1926)
- 12 luglio - Daisetsu Teitarō Suzuki, storico delle religioni e filosofo giapponese (n. 1870)
- 13 luglio - Beatrice di Sassonia-Coburgo-Gotha, principessa inglese (n. 1884)
- 13 luglio - Reino Ragnar Lehto, politico e funzionario finlandese (n. 1898)
- 14 luglio - Domenico Bulgarini, editore e scrittore italiano (n. 1887)
- 14 luglio - Johan Gaarder, calciatore norvegese (n. 1893)
- 14 luglio - Heinz Röthke, militare tedesco (n. 1912)
- 15 luglio - Giuseppe Castelli Avolio, giurista, politico e magistrato italiano (n. 1894)
- 15 luglio - Wilhelm Cornides, militare tedesco (n. 1920)
- 15 luglio - Alfredo Fabietti, scrittore e traduttore italiano (n. 1893)
- 15 luglio - Ann Stephens, cantante e attrice inglese (n. 1932)
- 15 luglio - John Ernest Williamson, fotografo, regista e produttore cinematografico britannico (n. 1881)
- 16 luglio - Gussy Holl, attrice e cantante tedesca (n. 1888)
- 16 luglio - William H. Parker, poliziotto statunitense (n. 1905)
- 16 luglio - Jimmy Seed, allenatore di calcio e calciatore inglese (n. 1895)
- 18 luglio - Bobby Fuller, cantante e chitarrista statunitense (n. 1942)
- 18 luglio - Manuel María Ponce Brousset, politico e generale peruviano (n. 1874)
- 19 luglio - Joaquín Anselmo María Albareda y Ramoneda, cardinale spagnolo (n. 1892)
- 19 luglio - Enea Dal Fiume, ciclista su strada italiano (n. 1891)
- 19 luglio - Franz Lahner, aviatore austro-ungarico (n. 1893)
- 20 luglio - Giulio Blais, generale italiano (n. 1869)
- 20 luglio - Julien Carette, attore francese (n. 1897)
- 20 luglio - Alexandre Piankoff, egittologo francese (n. 1897)
- 21 luglio - Francesco Paolo Cantelli, matematico e statistico italiano (n. 1875)
- 21 luglio - Philipp Frank, fisico, matematico e filosofo austriaco (n. 1884)
- 21 luglio - Kurt Röpke, generale tedesco (n. 1896)
- 22 luglio - Emanuele Caronti, monaco cristiano italiano (n. 1882)
- 22 luglio - Berend Carp, velista olandese (n. 1901)
- 22 luglio - Edward Gourdin, lunghista statunitense (n. 1897)
- 22 luglio - Alberigo Lenza, politico italiano (n. 1909)
- 23 luglio - Montgomery Clift, attore statunitense (n. 1920)
- 23 luglio - Lo La Chapelle, calciatore olandese (n. 1888)
- 23 luglio - Douglass Montgomery, attore statunitense (n. 1907)
- 25 luglio - Paul Le Drogo, ciclista su strada, ciclocrossista e dirigente sportivo francese (n. 1905)
- 25 luglio - Frank O'Hara, poeta, scrittore e critico d'arte statunitense (n. 1926)
- 26 luglio - Howard Kinsey, tennista statunitense (n. 1899)
- 26 luglio - Umberto Pagani, politico, sindacalista e partigiano italiano (n. 1892)
- 27 luglio - Norman Gregg, oculista australiano (n. 1892)
- 27 luglio - Hermann Wiggers, calciatore tedesco (n. 1880)
- 28 luglio - Josef von Báky, regista austro-ungarico (n. 1902)
- 28 luglio - Karl Saur, ingegnere e politico tedesco (n. 1902)
- 29 luglio - Johnson Aguiyi-Ironsi, politico e generale nigeriano (n. 1924)
- 29 luglio - Edward Gordon Craig, attore teatrale, scenografo e regista teatrale britannico (n. 1872)
- 30 luglio - Hazel Abel, politica statunitense (n. 1888)
- 30 luglio - Otto Fretter-Pico, generale tedesco (n. 1893)
- 30 luglio - Riccardo Morbelli, drammaturgo, sceneggiatore e paroliere italiano (n. 1907)
- 30 luglio - Väinö Tiiri, ginnasta finlandese (n. 1886)
- 31 luglio - Andrej Bagar, attore, regista teatrale e politico slovacco (n. 1900)
- 31 luglio - Alexander von Falkenhausen, generale tedesco (n. 1878)
- 31 luglio - Hans Kaulich, allenatore di calcio austriaco (n. 1894)
- 31 luglio - Bud Powell, pianista e compositore statunitense (n. 1924)